# Uhn Tiss Uhn Tiss Uhn Tiss
"Uhn Tiss Uhn Tiss Uhn Tiss" – singel zespołu Bloodhound Gang, singiel promujący płytę "Hefty Fine", drugi singiel z tej płyty, wydany dnia 24 listopada 2005 roku na całym świecie.

## Teledysk
Treścią wideoklipu jest wieczór w znanym w Stanach Zjednoczonych klubie o nazwie LA Viper Room (częściowa własność Johnny'ego Deppa do 2004 roku). Akcja teledysku rozgrywa się właściwie w toaletach tego klubu. W wielu ujęciach możemy obejrzeć, liczne odwołania do podtekstów erotycznych oraz niewyszukane aluzje. W kolejnych ujęciach widzimy w poszczególnych kabinach dziwne postacie lub co najmniej dziwnie się zachowujące.
Zespół Bloodhound Gang pojawia się w kilku ujęciach, ale to wokalista Jimmy Pop jest głównym punktem filmu. Jimmy śpiewa w jednej z zamkniętych toalet. Niebawem odkrywa, że w kabinie obok, ponętnie tańczy atrakcyjna dziewczyna. Jimmy podgląda ją poprzez niewielką dziurę w ścianie. W kolejnych ujęciach, dziewczyna niezauważenie dla niego, wychodzi a jej miejsce zajmuje pies. Po chwili Jimmy, prawdopodobnie myśląc, że robi to z piękną dziewczyną, rozpoczyna pieszczoty oralne.
Aktorka Vera Kopp grająca w tym teledysku nie jest związana w jakikolwiek sposób ze stroną wokalną utworu. Drugi, kobiecy, głos w utworze jest śpiewany przez Natashę Thorp.

## Spis utworów[1]
1. "Uhn tiss uhn tiss uhn tiss (Album version)"
2. "Uhn tiss uhn tiss uhn tiss (Push trancedental remix)"
3. "Uhn tiss uhn tiss uhn tiss (Scooter remix)"
4. "Uhn tiss uhn tiss uhn tiss (Tomcraft remix)"